# Archinola
Archinola is een geslacht van vlinders van de familie visstaartjes (Nolidae), uit de onderfamilie Nolinae.

## Soorten
- A. pyraliadia Hampson, 1896
- A. pyralidia Hampson, 1896